# Danh sách trận chung kết UEFA Cup Winners' Cup
UEFA Cup Winners' Cup (hay còn gọi là Cúp C2 châu Âu) là giải đấu cúp với sự tham dự của các đội bóng tại châu Âu do ECA tổ chức dưới sự điều hành của Liên đoàn Bóng đá châu Âu (UEFA). Giải đấu có sự tranh tài của các nhà vô địch cúp quốc gia đến từ các nước thành viên, ví dụ như đội vô địch Cúp FA ở Anh hay Cúp Nhà vua ở Tây Ban Nha. Trong suốt lịch sử 39 năm, giải đấu diễn ra theo thể thức đấu loại trực tiếp với hai trận đi và về, nếu cuối cùng hai đội vẫn bất phân thắng bại thì tổ chức trận chung kết duy nhất tại một địa điểm trung lập; ngoại lệ duy nhất là chỉ có hai trận lượt đi và về trong mùa bóng đầu tiên của giải đấu. Mùa giải đầu tiên, đội bóng Fiorentina của nước Ý giành chiến thắng trước đại diện Rangers của Scotland với tổng tỷ số 4–1 sau 2 trận chung kết năm 1961. Giải đấu bị UEFA bãi bỏ vào năm 1999. Đội bóng Lazio của nước Ý là đội bóng cuối cùng giành chiến thắng trong mùa giải cuối cùng sau khi đánh bại Mallorca với tỷ số 2-1.
Barcelona là câu lạc bộ giàu thành tích nhất trong lịch sử của giải đấu khi đoạt 4 chức vô địch, Các đội bóng Anderlecht (Bỉ), Milan (Ý), Chelsea (Anh) và Dynamo Kiev (Ukraina) với mỗi đội hai lần vô địch. Barcelona, Atlético Madrid, Real Madrid (Tây Ban Nha), Anderlecht, Fiorentina (Ý), Rangers (Scotland), Arsenal (Anh) và Rapid Wien (Áo) giữ kỷ lục nhiều lần giành vị trí á quân nhất khi mỗi đội đã thất bại ở hai trận chung kết. Các đội bóng nước Anh đã giành chức vô địch của giải đấu nhiều nhất, tất cả các đội bóng đến từ đất nước này đoạt 8 chức vô địch.

## Các đội vô địch
| dagger | Trận thắng trong hiệp phụ             |
| *      | Trận thắng trên loạt sút luân lưu 11m |
| &      | Trận thắng sau khi tái đấu            |

| Mùa giải | Quốc gia                       | Đội vô địch         | Tỷ số   | Đội á quân          | Quốc gia    | Địa điểm                                   | Khán giả |
| -------- | ------------------------------ | ------------------- | ------- | ------------------- | ----------- | ------------------------------------------ | -------- |
| 1960-61  | Ý                              | Fiorentina          | 2–0     | Rangers             | Scotland    | Sân vận động Ibrox, Glasgow                | 80.000   |
| 1960-61  | Ý                              | Fiorentina          | 2–1     | Rangers             | Scotland    | Sân vận động Thành phố, Firenze            | 50.000   |
| 1960-61  | Fiorentina thắng tổng cộng 4-1 |                     |         |                     |             |                                            |          |
| 1961-62  | Tây Ban Nha                    | Atlético Madrid     | 3–0&[A] | Fiorentina          | Ý           | Neckarstadion, Stuttgart                   | 67.186   |
| 1962-63  | Anh                            | Tottenham Hotspur   | 5–1     | Atlético Madrid     | Tây Ban Nha | De Kuip, Rotterdam                         | 49.143   |
| 1963-64  | Bồ Đào Nha                     | Sporting CP         | 1–0&[B] | MTK Hungária        | Hungary     | Bosuilstadion, Antwerp                     | 17.132   |
| 1964-65  | Anh                            | West Ham United     | 2–0     | 1860 München        | Tây Đức     | Sân vận động Wembley, Luân Đôn             | 97.974   |
| 1965-66  | Tây Đức                        | Borussia Dortmund   | 2–1     | Liverpool           | Anh         | Hampden Park, Glasgow                      | 41.657   |
| 1966-67  | Tây Đức                        | Bayern München      | 1–0     | Rangers             | Scotland    | Sân vận động Thành phố, Nürnberg           | 69.480   |
| 1967-68  | Ý                              | Milan               | 2–0     | Hamburg             | Tây Đức     | De Kuip, Rotterdam                         | 53.276   |
| 1968-69  | Tiệp Khắc                      | Slovan Bratislava   | 3–2     | Barcelona           | Tây Ban Nha | Sân vận động St. Jakob, Basel              | 19.478   |
| 1969-70  | Anh                            | Manchester City     | 2–1     | Górnik Zabrze       | Ba Lan      | Sân vận động Prater, Viên                  | 7.968    |
| 1970-71  | Anh                            | Chelsea             | 2–1&[C] | Real Madrid         | Tây Ban Nha | Sân vận động Karaiskakis, Piraeus          | 66.000   |
| 1971-72  | Scotland                       | Rangers             | 3–2     | Dynamo Moskva       | Liên Xô     | Camp Nou, Barcelona                        | 24.701   |
| 1972-73  | Ý                              | Milan               | 1–0     | Leeds United        | Anh         | Sân vận động Kaftanzoglio, Thessaloniki    | 40.154   |
| 1973-74  | Đông Đức                       | Magdeburg           | 2–0     | Milan               | Ý           | De Kuip, Rotterdam                         | 6.461    |
| 1974-75  | Liên Xô                        | Dynamo Kyiv         | 3–0     | Ferencváros         | Hungary     | Sân vận động St. Jakob, Basel              | 10.897   |
| 1975-76  | Bỉ                             | Anderlecht          | 4–2     | West Ham United     | Anh         | Sân vận động Heysel, Bruxelles             | 58.000   |
| 1976-77  | Tây Đức                        | Hamburg             | 2–0     | Anderlecht          | Bỉ          | Sân vận động Olympic, Amsterdam            | 66.000   |
| 1977-78  | Bỉ                             | Anderlecht          | 4–0     | Austria Wien        | Áo          | Sân vận động Công viên các Hoàng tử, Paris | 48.769   |
| 1978-79  | Tây Ban Nha                    | Barcelona           | 4–3     | Fortuna Düsseldorf  | Tây Đức     | Sân vận động St. Jakob, Basel              | 58.000   |
| 1979-80  | Tây Ban Nha                    | Valencia            | 0–0*[D] | Arsenal             | Anh         | Sân vận động Heysel, Bruxelles             | 40.000   |
| 1980-81  | Liên Xô                        | Dinamo Tbilisi      | 2–1     | Carl Zeiss Jena     | Đông Đức    | Rheinstadion, Düsseldorf                   | 8.000    |
| 1981-82  | Tây Ban Nha                    | Barcelona           | 2–1     | Standard Liège      | Bỉ          | Camp Nou, Barcelona                        | 100.000  |
| 1982-83  | Scotland                       | Aberdeen            | 2–1     | Real Madrid         | Tây Ban Nha | Nya Ullevi, Gothenburg                     | 17.804   |
| 1983-84  | Ý                              | Juventus            | 2–1     | Porto               | Bồ Đào Nha  | Sân vận động St. Jakob, Basel              | 60.000   |
| 1984-85  | Anh                            | Everton             | 3–1     | Rapid Wien          | Áo          | De Kuip, Rotterdam                         | 38.500   |
| 1985-86  | Liên Xô                        | Dynamo Kyiv         | 3–0     | Atlético Madrid     | Tây Ban Nha | Sân vận động Gerland, Lyon                 | 39.300   |
| 1986-87  | Hà Lan                         | Ajax                | 1–0     | Lokomotive Leipzig  | Đông Đức    | Sân vận động Spiros Louis, Athens          | 35.000   |
| 1987-88  | Bỉ                             | Mechelen            | 1–0     | Ajax                | Hà Lan      | Sân vận động Meinau, Strasbourg            | 39.446   |
| 1988-89  | Tây Ban Nha                    | Barcelona           | 2–0     | Sampdoria           | Ý           | Sân vận động Wankdorf, Bern                | 45.000   |
| 1989-90  | Ý                              | Sampdoria           | 2–0     | Anderlecht          | Bỉ          | Nya Ullevi, Gothenburg                     | 20.103   |
| 1990-91  | Anh                            | Manchester United   | 2–1     | Barcelona           | Tây Ban Nha | De Kuip, Rotterdam                         | 45.000   |
| 1991-92  | Đức                            | Werder Bremen       | 2–0     | AS Monaco           | Pháp        | Estádio da Luz, Lisbon                     | 16.000   |
| 1992-93  | Ý                              | Parma               | 3–1     | Royal Antwerp       | Bỉ          | Sân vận động Wembley, Luân Đôn             | 37.393   |
| 1993-94  | Anh                            | Arsenal             | 1–0     | Parma               | Ý           | Sân vận động Parken, Copenhagen            | 33.765   |
| 1994-95  | Tây Ban Nha                    | Real Zaragoza       | 2–1     | Arsenal             | Anh         | Sân vận động Công viên các Hoàng tử, Paris | 42.424   |
| 1995-96  | Pháp                           | Paris Saint-Germain | 1–0     | Rapid Wien          | Áo          | Sân vận động Nhà vua Baudouin, Bruxelles   | 37.500   |
| 1996-97  | Tây Ban Nha                    | Barcelona           | 1–0     | Paris Saint-Germain | Pháp        | De Kuip, Rotterdam                         | 36.802   |
| 1997-98  | Anh                            | Chelsea             | 1–0     | Stuttgart           | Đức         | Sân vận động Råsunda, Stockholm            | 30.216   |
| 1998-99  | Ý                              | Lazio               | 2–1     | Mallorca            | Tây Ban Nha | Villa Park, Birmingham                     | 33.000   |

## Xếp hạng

### Theo câu lạc bộ
| Đội                    | Vô địch | Á quân | Năm vô địch            | Năm á quân |
| ---------------------- | ------- | ------ | ---------------------- | ---------- |
| Barcelona              | 4       | 2      | 1979, 1982, 1989, 1997 | 1969, 1991 |
| Anderlecht             | 2       | 2      | 1976, 1978             | 1977, 1990 |
| Milan                  | 2       | 1      | 1968, 1973             | 1974       |
| Chelsea                | 2       | 0      | 1971, 1998             | —          |
| Dinamo Kiev [F]        | 2       | 0      | 1975, 1986             | —          |
| Atlético Madrid        | 1       | 2      | 1962                   | 1963, 1986 |
| Rangers                | 1       | 2      | 1972                   | 1961, 1967 |
| Arsenal                | 1       | 2      | 1994                   | 1980, 1995 |
| Fiorentina             | 1       | 1      | 1961                   | 1962       |
| West Ham United        | 1       | 1      | 1965                   | 1976       |
| Hamburg [E]            | 1       | 1      | 1977                   | 1968       |
| Ajax                   | 1       | 1      | 1987                   | 1988       |
| Sampdoria              | 1       | 1      | 1990                   | 1989       |
| Parma                  | 1       | 1      | 1993                   | 1994       |
| Paris Saint-Germain    | 1       | 1      | 1996                   | 1997       |
| Tottenham Hotspur      | 1       | 0      | 1963                   | —          |
| Sporting CP            | 1       | 0      | 1964                   | —          |
| Borussia Dortmund [E]  | 1       | 0      | 1966                   | —          |
| Bayern Munich [E]      | 1       | 0      | 1967                   | —          |
| Slovan Bratislava [G]  | 1       | 0      | 1969                   | —          |
| Manchester City        | 1       | 0      | 1970                   | —          |
| Magdeburg [E]          | 1       | 0      | 1974                   | —          |
| Valencia               | 1       | 0      | 1980                   | —          |
| Dinamo Tbilisi [F]     | 1       | 0      | 1981                   | —          |
| Aberdeen               | 1       | 0      | 1983                   | —          |
| Juventus               | 1       | 0      | 1984                   | —          |
| Everton                | 1       | 0      | 1985                   | —          |
| Mechelen               | 1       | 0      | 1988                   | —          |
| Manchester United      | 1       | 0      | 1991                   | —          |
| Werder Bremen [E]      | 1       | 0      | 1992                   | —          |
| Real Zaragoza          | 1       | 0      | 1995                   | —          |
| Lazio                  | 1       | 0      | 1999                   | —          |
| Real Madrid            | 0       | 2      | —                      | 1971, 1983 |
| Rapid Wien             | 0       | 2      | —                      | 1985, 1996 |
| MTK Hungária           | 0       | 1      | —                      | 1964       |
| 1860 Munich [E]        | 0       | 1      | —                      | 1965       |
| Liverpool              | 0       | 1      | —                      | 1966       |
| Górnik Zabrze          | 0       | 1      | —                      | 1970       |
| Dinamo Moskva [F]      | 0       | 1      | —                      | 1972       |
| Leeds United           | 0       | 1      | —                      | 1973       |
| Ferencváros            | 0       | 1      | —                      | 1975       |
| Austria Wien           | 0       | 1      | —                      | 1978       |
| Fortuna Düsseldorf [E] | 0       | 1      | —                      | 1979       |
| Carl Zeiss Jena [E]    | 0       | 1      | —                      | 1981       |
| Standard Liège         | 0       | 1      | —                      | 1982       |
| Porto                  | 0       | 1      | —                      | 1984       |
| Lokomotive Leipzig [E] | 0       | 1      | —                      | 1987       |
| AS Monaco              | 0       | 1      | —                      | 1992       |
| Royal Antwerp          | 0       | 1      | —                      | 1993       |
| Stuttgart              | 0       | 1      | —                      | 1998       |
| Mallorca               | 0       | 1      | —                      | 1999       |

### Theo quốc gia
| Quốc gia        | Vô địch | Á quân | Tổng cộng |
| --------------- | ------- | ------ | --------- |
| Anh             | 8       | 5      | 13        |
| Tây Ban Nha     | 7       | 7      | 14        |
| Ý               | 7       | 4      | 11        |
| Tây Đức/Đức [E] | 4       | 4      | 8         |
| Bỉ              | 3       | 4      | 7         |
| Liên Xô [F]     | 3       | 1      | 4         |
| Scotland        | 2       | 2      | 4         |
| Đông Đức [E]    | 1       | 2      | 3         |
| Pháp            | 1       | 2      | 3         |
| Hà Lan          | 1       | 1      | 2         |
| Bồ Đào Nha      | 1       | 1      | 2         |
| Tiệp Khắc [G]   | 1       | 0      | 1         |
| Áo              | 0       | 3      | 3         |
| Hungary         | 0       | 2      | 2         |
| Ba Lan          | 0       | 1      | 1         |